# Tunnel Wilhelminenstraße
Der Tunnel Wilhelminenstraße, auch Citytunnel genannt, ist ein Tunnel in Darmstadt, der die B 26 unter dem Luisenplatz und die Wilhelminenstraße als Einbahnstraße nach Süden unterführt. Damit ist er eine überörtliche Verbindung der Strecke zwischen Griesheim und Dieburg und stellt eine wichtige Nord-Süd-Verbindung dar.

## Geschichte

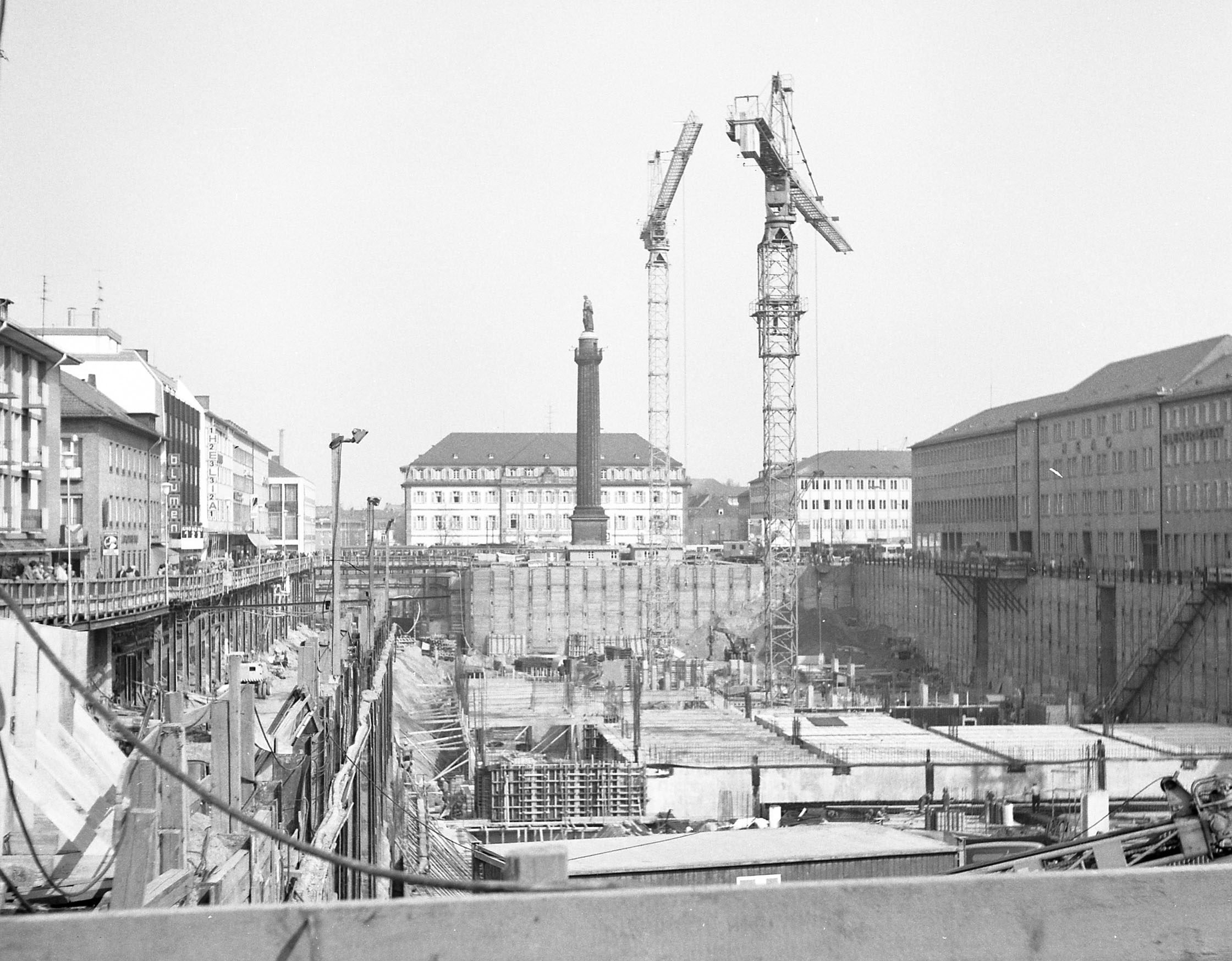
Gesamtbaugrube im Jahr 1976, links für den Tunnel Wilhelminenstraße

Der Tunnel entstand als Teil eines Einbahnringes um die Darmstädter City sowie zur Erschließung der Tiefgaragen unter dem Luisencenter und dem Kaufhaus von Karstadt. Die Arbeiten für das Bauwerk begannen im Februar 1975 zusammen mit denen für das Luisencenter. Der einröhrige Tunnel wurde im Herbst 1977 fertiggestellt und feierlich eröffnet.
Die Länge des Tunnels beträgt 540 m, die der öffentlichen Zu- und Ausfahrtsrampen 350 m und die der Garagen Zu- und Ausfahrtsrampen 235 m. Die lichte Höhe des Tunnels liegt bei 4,50 m und die Gesamtbreite im Normalbereich mit drei Fahrstreifen bei 9,75 m. Im Bereich des unterirdischen Ladehofes beträgt die maximale lichte Tunnelbreite 18 m. Die größte Aushubtiefe war 13 m im Bereich des Luisenplatzes.

## Ein- und Ausfahrten
Der Tunnel verfügt über zwei Einfahrten (Rheinstraße von Westen und Wilhelminenstraße/Cityring von Norden). Er endet im Süden an der Hügelstraße mit zwei Ausfahrten. Dort kann er nach Ost oder West verlassen werden (Ausfahrrampen Hügelstraße West und Ost). Der Citytunnel hat außerdem zwei Aus- und Einfahrten zu den Parkhäusern. Insgesamt neun Fluchttreppenhäuser, in maximalen Abständen von 70 m, sind zur Evakuierung vorhanden.

## Besonderheiten

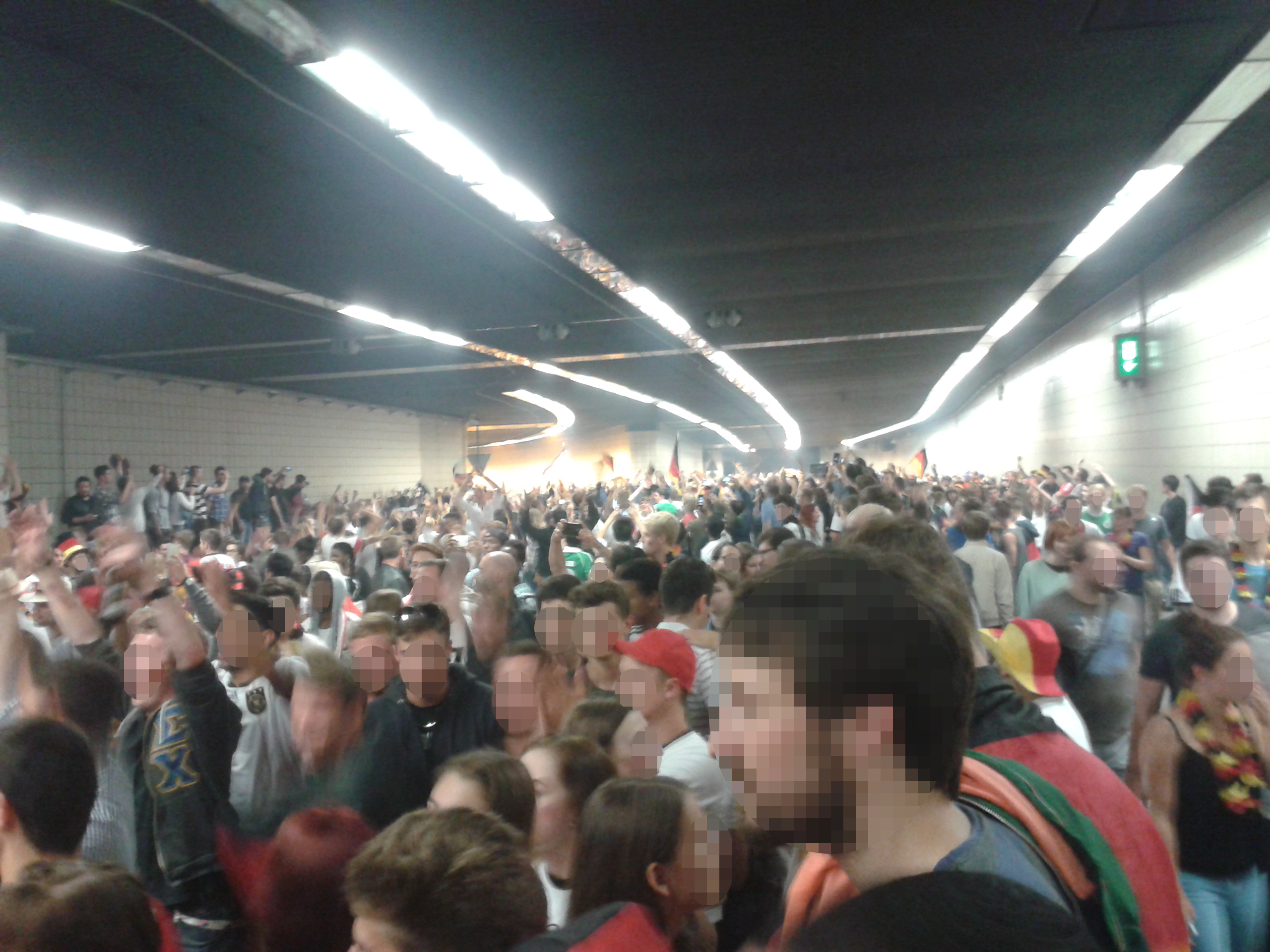
Feier nach Sieg der Fußball-Weltmeisterschaft 2014

Der Citytunnel dient in Darmstadt auch den Feierlichkeiten nach gewonnenen Fußballspielen, wenn andernorts auf dem zentralen Platz gefeiert wird. Dann sperrt die Polizei die beiden Einfahrten ab und die Fans feiern im Tunnel mit seiner besonderen Akustik, wie nach Aufstiegen der Profifußballabteilung des SV Darmstadt 98 im Mai 2014 und Mai 2015 oder nach gewonnenen Europa- oder Weltmeisterschaftsspielen der deutschen Fußballnationalmannschaft.